# Troy Melton
Troy Melton (Jackson, 2 marzo 1921 – Los Angeles, 15 novembre 1995) è stato un attore e stuntman statunitense.
Ha recitato in 29 film dal 1940 al 1991 e in 90 produzioni televisive dal 1951 al 1989.

## Biografia
Troy Melton nacque a Jackson, in Tennessee, il 2 marzo 1921.
Recitò nel 1940, non accreditato, nel film The Trail Blazers nel ruolo di un operatore del telegrafo. Recitò poi per oltre tre decenni in molti episodi di serie televisive, dagli anni 50 ai primi anni 80, interpretando una miriade di personaggi, spesso secondari o guest star.
La sua ultima apparizione sul piccolo schermo avvenne nell'episodio Nick Knight della serie televisiva Forever Knight, andato in onda il 20 agosto 1989, che lo vede nel ruolo di una guardia in un museo, mentre per il grande schermo l'ultima interpretazione risale al film Colpo doppio del 1991 in cui interpreta una guardia all'ospedale. Alla carriera di interprete ha affiancato anche una lunga collezione di crediti come stuntman sia per il cinema che per la televisione. Il regista e produttore Maury Dexter dichiarò che Melton era il suo stuntman preferito e che lo aveva utilizzato ogniqualvolta una sua produzione richiedeva una controfigura.
Morì a Los Angeles, in California, il 15 novembre 1995.

## Filmografia

### Attore

#### Cinema
- The Trail Blazers, regia di George Sherman (1940) - non accreditato
- The Spirit of West Point, regia di Ralph Murphy (1947)
- Tex Granger: Midnight Rider of the Plains, regia di Derwin Abrahams (1948)
- The Return of Wildfire, regia di Ray Taylor (1948)
- Call of the Forest, regia di John F. Link Sr. (1949)
- Rocce rosse (Davy Crockett, Indian Scout), regia di Lew Landers (1950)
- Sterminio sul grande sentiero (The Iroquois Trail), regia di Phil Karlson (1950)
- Sideshow, regia di Jean Yarbrough (1950)
- Mani insanguinate (Sierra Passage), regia di Frank McDonald (1950)
- Gold Raiders, regia di Edward Bernds (1951)
- L'assalto delle frecce rosse (Slaughter Trail), regia di Irving Allen (1951)
- La principessa dei Moak (Mohawk), regia di Kurt Neumann (1956)
- Il cerchio della vendetta (Shoot-Out at Medicine Bend), regia di Richard L. Bare (1957)
- I tre sceriffi (Badman's Country), regia di Fred F. Sears (1958)
- Testamento di sangue (Money, Women and Guns), regia di Richard Bartlett (1958)
- Testa o croce (The George Raft Story), regia di Joseph M. Newman (1961)
- The Firebrand, regia di Maury Dexter (1962)
- I giovani fucili del Texas (Young Guns of Texas), regia di Maury Dexter (1962)
- The Day Mars Invaded Earth, regia di Maury Dexter (1962)
- Bionde, rosse, brune... (It Happened at the World's Fair), regia di Norman Taurog (1963)
- Gli indomabili dell'Arizona (The Rounders), regia di Burt Kennedy (1965)
- Cyborg anno 2087 - Metà uomo, metà macchina... programmato per uccidere (Cyborg 2087), regia di Franklin Adreon (1966)
- Change of Habit, regia di William A. Graham (1969)
- Mezzogiorno e mezzo di fuoco (Blazing Saddles), regia di Mel Brooks (1974)
- L'esecuzione... una storia vera (Act of Vengeance), regia di Bob Kelljan (1974)
- The Astral Factor, regia di John Florea (1978)
- 1964 - Allarme a N.Y. arrivano i Beatles! (I Wanna Hold Your Hand), regia di Robert Zemeckis (1978)
- Zero to Sixty, regia di Don Weis (1978)
- Baltimore Bullet (The Baltimore Bullet), regia di Robert Ellis Miller (1980)
- Buddy Buddy, regia di Billy Wilder (1981)
- Colpo doppio (Timebomb), regia di Avi Nesher (1991)

#### Televisione
- The Adventures of Kit Carson – serie TV, episodio 1x14 (1951)
- I Led 3 Lives – serie TV, episodio 1x16 (1953)
- Le inchieste di Boston Blackie (Boston Blackie) – serie TV, 13 episodi (1951-1953)
- Cisco Kid (The Cisco Kid) – serie TV, 26 episodi (1950-1954)
- Le avventure di Campione (The Adventures of Champion) – serie TV, episodio 1x11 (1955)
- Scienza e fantasia (Science Fiction Theatre) – serie TV, episodi 2x14-2x39 (1956-1957)
- The Roy Rogers Show – serie TV, 9 episodi (1956-1957)
- The Adventures of Jim Bowie – serie TV, episodi 1x29-1x32 (1957)
- Perry Mason – serie TV, episodio 1x12 (1957)
- Maverick – serie TV, episodi 1x05-1x19 (1957-1958)
- Harbor Command – serie TV, episodi 1x03-1x05-1x23 (1957-1958)
- Richard Diamond (Richard Diamond, Private Detective) – serie TV, episodi 2x12-3x05 (1958)
- Avventure in elicottero (Whirlybirds) – serie TV, episodio 2x09 (1958)
- Trackdown – serie TV, episodi 1x30-1x32 (1958)
- Target – serie TV, 6 episodi (1958)
- I racconti del West (Zane Grey Theater) – serie TV, episodi 1x21-2x15-3x04 (1957-1958)
- The Rough Riders – serie TV, 3 episodi (1958-1959)
- Disneyland – serie TV, episodi 2x10-5x10 (1955-1958)
- Yancy Derringer – serie TV, episodio 1x19 (1959)
- La pattuglia della strada (Highway Patrol) – serie TV, 5 episodi (1956-1959)
- Ricercato vivo o morto (Wanted: Dead or Alive) – serie TV, 4 episodi (1959)
- Cheyenne – serie TV, episodio 4x05 (1959)
- Mr. Lucky – serie TV, episodio 1x04 (1959)
- Tales of Wells Fargo – serie TV, episodio 4x11 (1959)
- Tombstone Territory – serie TV, 7 episodi (1957-1960)
- Wrangler – serie TV, episodio 1x01 (1960)
- Have Gun - Will Travel – serie TV, episodio 4x04 (1960)
- Carovana (Stagecoach West) – serie TV, episodio 1x03 (1960)
- La valle dell'oro (Klondike) – serie TV, 4 episodi (1960-1961)
- Peter Gunn – serie TV, episodi 2x10-3x16 (1959-1961)
- Ispettore Dante (Dante) – serie TV, episodio 1x22 (1961)
- Bat Masterson – serie TV, 6 episodi (1958-1961)
- Lock Up – serie TV, episodio 2x35 (1961)
- Avventure in fondo al mare (Sea Hunt) – serie TV, 5 episodi (1958-1961)
- Le leggendarie imprese di Wyatt Earp (The Life and Legend of Wyatt Earp) – serie TV, 5 episodi (1957-1961)
- Ripcord – serie TV, episodio 2x08 (1962)
- Lotta senza quartiere (Cain's Hundred) – serie TV, episodio 1x15 (1962)
- Ai confini della realtà (The Twilight Zone) – serie TV, episodio 3x20 (1962)
- The Rifleman – serie TV, episodi 4x02-4x22 (1961-1962)
- Outlaws – serie TV, episodio 2x23 (1962)
- Gli uomini della prateria (Rawhide) – serie TV, episodio 7x02 (1964)
- The Outer Limits – serie TV, episodio 2x04 (1964)
- Branded – serie TV, episodio 1x14 (1965)
- The Long, Hot Summer – serie TV, episodio 1x01 (1965)
- La legge di Burke (Burke's Law)  – serie TV, 4 episodi (1964-1966)
- Honey West – serie TV, episodio 1x18 (1966)
- Batman – serie TV, 4 episodi (1966)
- Squadra speciale anticrimine (The Felony Squad) – serie TV, episodio 1x11 (1966)
- Daktari – serie TV, episodio 2x11 (1966)
- Mr. Terrific – serie TV, episodio 1x02 (1967)
- Rango – serie TV, episodio 1x02 (1967)
- Laredo – serie TV, episodi 1x08-2x20 (1965-1967)
- Il Calabrone Verde (The Green Hornet) – serie TV, episodi 1x15-1x24 (1966-1967)
- The Andy Griffith Show – serie TV, episodio 8x08 (1967)
- Selvaggio west (The Wild Wild West) – serie TV, 4 episodi (1965-1967)
- La grande vallata (The Big Valley) – serie TV, 5 episodi (1965-1968)
- Gli invasori (The Invaders) – serie TV, episodi 2x10-2x20 (1967-1968)
- The Danny Thomas Hour – serie TV, episodio 1x21 (1968)
- Viaggio in fondo al mare (Voyage to the Bottom of the Sea) – serie TV, episodio 4x23 (1968)
- Il grande teatro del west (The Guns of Will Sonnett) – serie TV, episodio 2x06 (1968)
- Ai confini dell'Arizona (The High Chaparral) – serie TV, episodi 3x06-3x21 (1969-1970)
- Mod Squad, i ragazzi di Greer (The Mod Squad) – serie TV, episodi 1x03-1x16-2x06 (1968-1969)
- F.B.I. (The F.B.I.) – serie TV, episodio 5x10 (1969)
- Operazione ladro (It Takes a Thief) – serie TV, episodio 3x13 (1969)
- Marcus Welby (Marcus Welby, M.D.) – serie TV, episodio 1x22 (1970)
- Prudence and the Chief, regia di Marc Daniels – film TV (1970)
- Wild Women, regia di Don Taylor – film TV (1970)
- Il virginiano (The Virginian) – serie TV, episodi 5x01-9x16 (1966-1971)
- Bonanza – serie TV, 23 episodi (1959-1972)
- Mannix – serie TV, episodi 2x06-2x20-5x23 (1968-1972)
- Lo sceriffo del sud (Cade's County) – serie TV, episodio 1x20 (1972)
- Gunsmoke – serie TV, 14 episodi (1966-1972)
- Missione impossibile (Mission: Impossible) – serie TV, episodio 7x21 (1973)
- A Cry in the Wilderness, regia di Gordon Hessler – film TV (1974)
- Ironside – serie TV, episodio 8x10 (1974)
- Kolchak: The Night Stalker – serie TV, episodio 1x08 (1974)
- L'uomo da sei milioni di dollari (The Six Million Dollar Man) – serie TV, episodi 2x10-2x15 (1974-1975)
- Get Christie Love! – serie TV, episodio 1x21 (1975)
- Petrocelli – serie TV, episodio 2x14 (1976)
- McNaughton's Daughter – miniserie TV, episodio 1x02 (1976)
- Il ricco e il povero (Rich Man, Poor Man - Book II) – serie TV, episodio 1x05 (1976)
- Quincy (Quincy M.E.) – serie TV, episodi 3x01-6x05 (1977-1980)
- La casa nella prateria (Little House on the Prairie) – serie TV, 4 episodi (1976-1980)
- Professione pericolo (The Fall Guy) – serie TV, episodio 1x16 (1982)
- I ragazzi di padre Murphy (Father Murphy) – serie TV, episodi 1x10-1x15-2x06 (1982)
- Dallas – serie TV, episodio 7x18 (1984)
- Hazzard (The Dukes of Hazzard) – serie TV, episodi 2x02-7x01 (1979-1984)
- Deadly Care, regia di David Anspaugh – film TV (1987)
- Forever Knight, regia di Farhad Mann – film TV (1989)